# J'aime les jeudis!
 (janvier 2017).
Si vous disposez d'ouvrages ou d'articles de référence ou si vous connaissez des sites web de qualité traitant du thème abordé ici, merci de compléter l'article en donnant les références utiles à sa vérifiabilité et en les liant à la section « Notes et références ».
 (juillet 2024).
J'aime les jeudis!, ou Can't Miss Thursdays  en anglais, était un bloc de programmation d'émission jeunesse diffusée sur les chaînes canadiennes Télétoon (Canada) en français et Teletoon (Canada) en anglais.
J'aime les jeudis! montrait des nouveaux épisodes des très populaires classiques telle que Jimmy l’Intrépide et Johnny Test et le bloc diffusait également quatre nouvelles séries originales qui sont la première saison de la très attendue série Ma gardienne est un vampire de l'émission du film du même nom créé par Télétoon, Mudpit, une série qui unit habilement la réalité et l’animation mettant en scène les tribulations de quatre adolescents (en chair et en os) qui tentent de devenir des rock stars dans le monde virtuel de Muzika, La Retenue, l’une des rares séries d’animation dont l’intrigue se poursuit à chaque épisode ainsi que la quatrième saison de la très populaire saga, Défis extrêmes : Le Retour à l'île où que cette saison recueille de nouveaux participants et qu'elle grimpe de défis encore plus dangereux.

## Programmation
- 18H30 : Johnny Test
- 18H45 : Jimmy l’Intrépide
- 19H :   La Retenue
- 19H30 : Défis extrêmes : Le Retour à l'île
- 20H : Mudpit
- 20H30 : Ma gardienne est un vampire